# Uroš Matić
Uroš Matić (srbskou cyrilicí Уpoш Maтић, makedonsky Уpoш Maтиќ; * 23. květen 1990, Šabac) je srbský fotbalový záložník s makedonskými kořeny, od ledna 2017 hráč klubu FC Kodaň.
Jeho starší bratr Nemanja Matić je také fotbalista. Jeho dědeček Trifun pocházel z severomakedonské obce Volkovija u města Tetovo.

## Klubová kariéra
S fotbalem začal v FK Obrenovac 1905, odkud ještě jako dorostenec přestoupil do FK Jedinstvo Ub a následně do slovenského klubu MFK Košice, který se stal jeho prvním zahraničním angažmá. V týmu se postupně propracoval tento mladý záložník až do prvního mužstva. Celkem za Košice odehrál 74 zápasů a vstřelil 8 gólů.
Po sezóně 2012/13 ohlásil, že odchází za svým bratrem do Benfiky Lisabon, kde byl začátkem roku 2013 na testech. Do portugalského klubu přišel jako volný hráč. V Benfice však nastupoval pouze za rezervní tým, kde odehrál 16 zápasů a gólově se neprosadil. Koncem ledna 2014 přestoupil do nizozemského týmu NAC Breda, kde podepsal kontrakt na 2½ roku.
Podzim 2016 strávil v rakouském mužstvu SK Sturm Graz. V lednu 2017 přestoupil do dánského klubu FC Kodaň.

## Reprezentační kariéra
Reprezentoval Srbsko v kategorii U19.
Koncem prosince 2014 oznámil prezident Severomakedonského fotbalového svazu Ilco Georgioski, že Uroš bude reprezentovat na seniorské úrovni Severní Makedonii.